# Oulad Ouchih
Oulad Ouchih (en àrab أولاد أوشيح, Ūlād Ūxīḥ; en amazic ⵡⵍⴰⴷ ⵓⵛⵉⵃ) és una comuna rural de la província de Larraix, a la regió de Tànger-Tetuan-Al Hoceima, al Marroc. Segons el cens de 2014 tenia una població total de 12.608 persones.